# Point chaud des îles Balleny
Le point chaud des îles Balleny est un point chaud situé dans l'océan Austral. Il est à l'origine de la création des îles Balleny, qui forment une chaîne s'étendant sur environ 160 km du nord-ouest au sud-est.  
En raison de la tectonique des plaques, ce point chaud se trouvait auparavant dans d'autres parties du fond de l'océan, ce qui a entraîné la création d'une chaîne de monts sous-marins s'étendant depuis le plateau océanique de Tasmanie orientale, situé entre la Tasmanie et le sud de la Nouvelle-Zélande.  
Les isotopes et les éléments en trace des basaltes montrent  notamment un rapport U/Pb élevé et indiquent une provenance du manteau. Les mêmes compositions sont observées dans les basaltes de Tasmanie, mais pas dans ceux de l'État de Victoria. 